# USS LST-393
L'USS LST-393 est un navire de débarquement de chars de classe LST-1 construit pour l'United States Navy pendant la Seconde Guerre mondiale. Il est l'un des deux seuls LST à avoir survécu dans sa configuration d'origine (1.051 ont été construits). Il est maintenant un navire-musée à Muskegon dans le Michigan.

## Seconde Guerre mondiale
Pendant la Seconde Guerre mondiale, le LST-393 est affecté au théâtre européen et participe aux opérations suivantes : l'occupation sicilienne (juillet 1943) ; le débarquement de Salerne (septembre 1943) ; et l'invasion de la Normandie (juin 1944). Il a remporté trois ÉEtoiles de bataille pour ces missions.
Le LST-393 arriva dans la zone d'Omaha Beach dans la nuit du 6 juin 1944. Après avoir débarqué des chars M4 Sherman ainsi que d'autres matériels de guerre, le navire passa deux jours au sec, piégé par les marées capricieuses de Normandie. Il a effectué 30 allers-retours à Omaha Beach, apportant divers équipements et fournitures en France et est revenu avec des soldats blessés ainsi que des milliers de prisonniers allemands.
Le LST-393 était l'un des rares LST à être équipé d'un avion déployé et récupéré via le Brodie landing system (en). Un câble a été gréé de la proue à la poupe du côté bâbord et un L-4 Grasshopper a pu décoller et atterrir à l'aide d'un piège à collet.
Après avoir servi lors de l'invasion de la France, le LST-393 a été affecté à un retour sur la côte est des États-Unis pour un carénage. À ce moment-là, il a été inclus dans l'effectif pour l'invasion du Japon (Opération Downfall); il a ensuite été peint en camouflage tropical. Il était en route pour le canal de Panama pour un transit vers l'océan Pacifique lorsque la guerre a pris fin en septembre 1945.
Les archives militaires américaines montrent que le navire a effectué 75 voyages vers des côtes étrangères et parcouru quelque 51.817 milles marins au cours de ses trois premières années de service ; son ancre a touché le fond dans 38 parties de l'Afrique du Nord, de la Sicile, de l'Italie, de l'Angleterre, du Pays de Galles, de l'Irlande, de la France et de la zone du canal. Le LST-393 est crédité du transport de 9.135 soldats (plus de la moitié d'une division de l'armée) et 3.248 véhicules allant de canon de 155 mm Long Tom à la jeep. Les dossiers montrent qu'il a également transporté 5.373 prisonniers de guerre et 817 victimes.

## Service de traversier d'après-guerre
Après la guerre, le LST-393 est retourné aux États-Unis, a été désarmé le 1er mars 1946 et a été retiré du Naval Vessel Register le 14 mars 1947. Le 28 mars 1948, le navire de débarquement de chars a été vendu à la Sand Products Corporation de Detroit, Michigan, pour la conversion en service marchand et rebaptisée Highway 16. Elle serait une extension par voie navigable de l'ancienne US Highway 16. Cette route plus tard remplacée par l'Interstate 96 allait de Detroit à Muskegon dans le Michigan. Le LST converti, avec ses portes de proue distinctes soudées et son pont-citerne adapté pour transporter de nouvelles voitures, a servi à enjamber le lac Michigan jusqu'à Milwaukee où l'US 16 reprenait.

## Navire musée

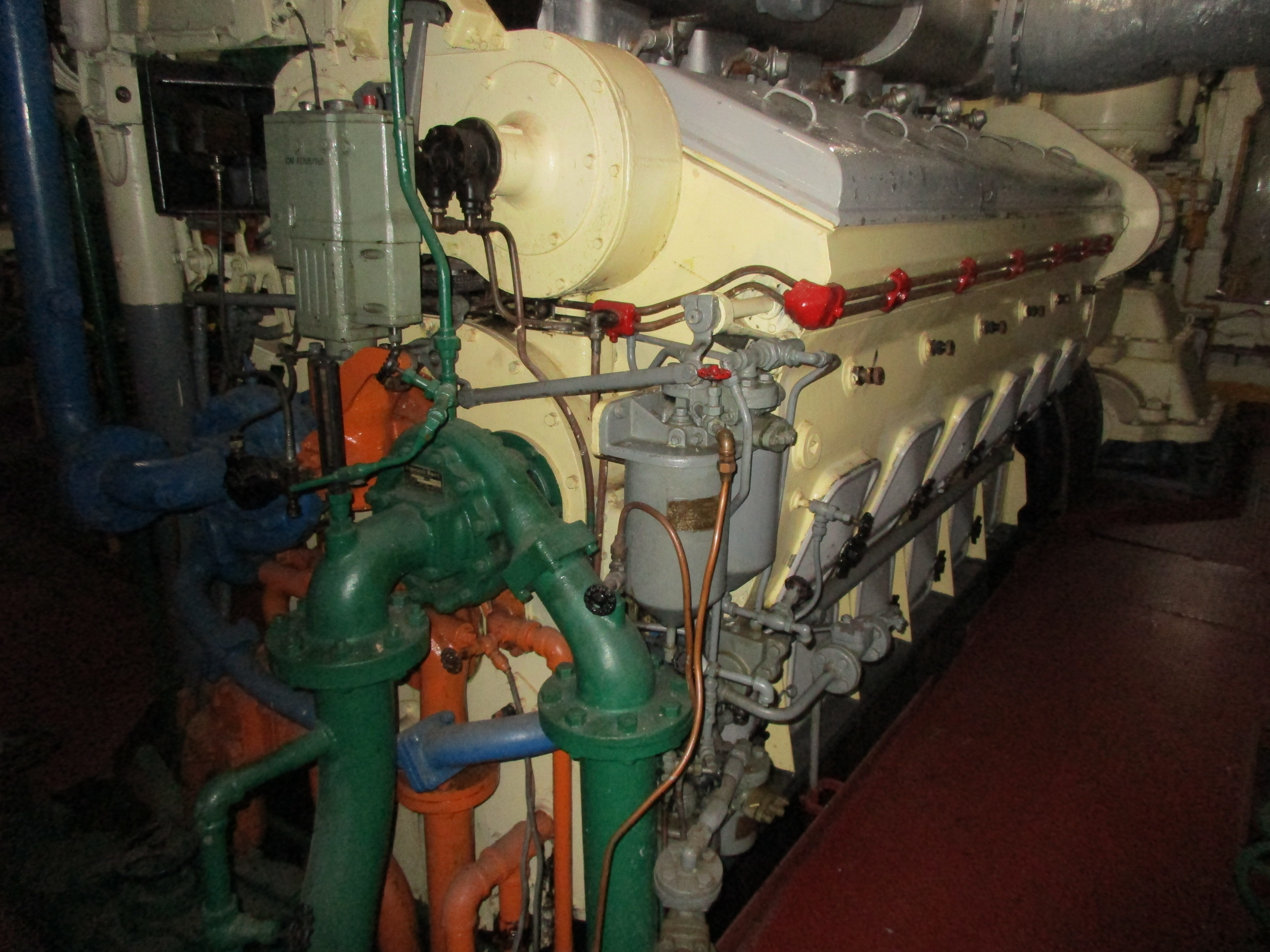
Un moteur diesel GM EMD 12-567ATLP tel qu'installé dans le LST 393

Deux groupes ont tenté de redonner au LST-393 son lustre d'antan. Un groupe de musée Muskegon s'est mis au travail en 2000 et a fait des progrès, avec l'aide de la Michigan LST Association. Mais cet effort a échoué après environ deux ans.
En 2005, un groupe dirigé par les résidents de Muskegon, Dan Weikel et Bob Wygant, a demandé au propriétaire Sand Products Corp. la permission de reprendre là où l'autre groupe s'était arrêté. Des années de nettoyage et de peinture ont abouti à un navire qui pouvait être visité. En 2007, des efforts extraordinaires ont conduit à l'ouverture des portes de proue, qui n'avaient pas bougé depuis leur fermeture soudée à la fin des années 1940.
Le développement du musée des anciens combattants s'est poursuivi avec l'ajout de milliers d'artefacts ainsi que la restauration de la plupart des zones du navire. L'effort a conduit à la création de l' USS LST 393 Veterans Museum.